# Muddler

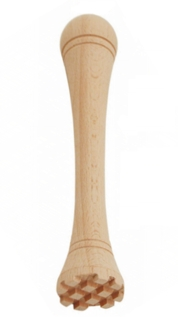
Een muddler.

Een muddler is de Engelse term voor een lange, doorgaans metalen, porseleinen, of kunststof stamper die gebruikt wordt om ingrediënten in het glas mee te kneuzen. Het is vergelijkbaar met een vijzel, waarbij het glas de kom is en de muddler de staaf. 
Indien een muddler niet voorhanden is, kan ook de achterkant van een pollepel (of vergelijkbaar keukengerei) gebruikt worden, zolang het maar een lange staaf is.
Bij voorkeur is de muddler niet van hout en ook niet gekerfd aan het uiteinde in verband met hygiëne.